# Atlapur, Basavakalyan
Atlapur là một làng thuộc tehsil Basavakalyan, huyện Bidar, bang Karnataka, Ấn Độ.